# Sipsaari
Sipsaari är en ö i Finland. Den ligger i sjön Pitkäjärvi och i kommunen Miehikkälä i den ekonomiska regionen  Kotka-Fredrikshamn  och landskapet Kymmenedalen, i den södra delen av landet, 170 km öster om huvudstaden Helsingfors. Öns area är omkring 450 kvadratmeter och dess största längd är 50 meter i sydöst-nordvästlig riktning.